# Giuseppe Della Valle
Pour les articles homonymes, voir Della Valle.
Giuseppe Della Valle (né selon les sources le 25 novembre 1899 à Bologne, et mort en 1975) était un footballeur professionnel italien. Frère de l'un des fondateurs du club de Bologne, il appartenait à une famille d'origine noble.

## Biographie
En tant qu'attaquant, Giuseppe Della Valle fut international italien à 17 reprises (1923-1930) pour 6 buts.
Il participa aux Jeux olympiques de 1924, à Paris. Il fut titulaire dans tous les matchs (Espagne, Luxembourg et Suisse), il inscrit un but contre le Luxembourg (but à la 38e) et un contre la Suisse (but à la 52e). L'Italie fut éliminée en quarts de finale.
Il joua pour le club de Bologne FC 1909. Il remporta deux Scudetti en 1925 et en 1929.

## Club
- 1916-1931 :  Bologne FC

## Palmarès
- Championnat d'Italie de football

- - Champion en 1925 et en 1929
  - Vice-champion en 1921